# Torbjörntorps församling
Torbjörntorps församling var en församling i Skara stift och i Falköpings kommun. Församlingen uppgick 2010 i Mössebergs församling.  

## Administrativ historik
Församlingen har medeltida ursprung. 
Församlingen var till 1400-talet annexförsamling i pastoratet Friggeråker och Torbjörntorp för att därefter till 2010 vara annexförsamling i pastorat med Falköpings (stads)församling som moderförsamling. Församlingen uppgick 2010 i Mössebergs församling.

## Kyrkor
- Torbjörntorps kyrka